# 발디촐도
발디촐도 (Val di Zoldo)는 이탈리아 베네토주의 벨루노도에 위치한 코무네 (지방자치단체)이다.
포르노디촐도와 촐도알토 등이 합쳐져 2016년 2월 23일에 설립되었다.

## 같이 보기
- 치비아나 고개